# Camille Raymond
Pour les personnes ayant le même patronyme, voir Raymond.
Camille Raymond, née le 8 décembre 1976 à Champigny-sur-Marne (Val-de-Marne) est une comédienne française, principalement connue pour le rôle de Justine Girard dans la série Premiers baisers et sa suite, Les Années fac, diffusées sur TF1. Elle quitte la comédie en 1997. Elle reprend exceptionnellement son rôle dans la série télévisée Les Mystères de l'amour, diffusée sur TMC, en 2013 et en 2016 puis en 2021 ainsi qu’en 2023, pour l'épisode de Noël 
Après avoir été directrice associée de l'agence de publicité BETC-Havas, elle a travaillé au service communication du FMI entre 2013 et 2020.

## Biographie
Camille Raymond a été inscrite dès l'âge de 3 ans dans une agence de pub. Sans réelle ambition de devenir actrice, elle participe en 1989 à un casting pour accompagner une amie et est choisie pour interpréter la nièce de Framboisier, membre du groupe Les Musclés, dans la série Salut Les Musclés. La popularité du personnage de Justine est telle qu'elle inspire la création de la série Premiers baisers où elle interprète le rôle-titre. En 1995 elle chante Comme un amour d'été, dont elle tourne aussi un clip-vidéo.
Après avoir travaillé au sein de l'agence de publicité DDB Paris en tant que directrice de clientèle, elle a rejoint les équipes de BETC-Euro RSCG. Passionnée d'équitation et de piano, Camille est restée une amie très proche de son partenaire Fabien Remblier de la série Premiers Baisers.
Camille est maman de trois filles et d'un garçon.
En 2013, Camille Raymond reprend exceptionnellement son rôle de Justine à l'occasion d'un épisode de la saison 5 de la série Les Mystères de l'amour. En 2016, elle apparaît à nouveau exceptionnellement dans un épisode de la saison 11 de la même série.
Elle a travaillé au FMI.
Elle travaille aujourd'hui pour l'OCDE.
Dans le documentaire "Elles ont brillé  la télé", elle déclare qu'elle aimerait se produire au théâtre tous les soirs.

### Rôle de Justine Girard
Elle incarne la petite sœur d’Hélène.

## Filmographie

### Cinéma
- 1983 : L'Été de nos quinze ans : Marlène enfant
- 1985 : L'Avenir d'Émilie : Emily
- 1987 : Buisson ardent : Julie enfant
- 1987 : Tant qu’il y aura des femmes : Alice

### Télévision
- 1989 - 1991 : Salut Les Musclés (série télévisée) : Justine Girard, nièce de Framboisier
- 1991 - 1995 : Premiers baisers (série télévisée) : Justine Girard
- 1992 : Hélène et les Garçons (série télévisée) : Justine Girard
- 1993 : Famille fou rire (série télévisée) : Justine Girard
- 1995 - 1997 : Les Années fac (série télévisée) : Justine Girard
- 1997 : Pour être libre (série télévisée) : Elle-même
- 2013, 2016, 2019, 2021, 2023 et 2024 : Les Mystères de l'amour (série télévisée) : Justine Girard (saisons 5, 11 , 21, 27 et saison 33 épisodes 19 et 20)

## Discographie
- Comme un amour d'été / Un baiser  (1995)
- Stars TV 2 (Comme un amour d'été), AB Disques, 1995.